# Strumigenys mutica
Strumigenys mutica (лат.) — вид мелких муравьёв из подсемейства Myrmicinae. Юго-Восточная Азия.

## Описание
Длина оранжево-коричневого тела около 2 мм. Отличается следующими признаками: диастема присутствует между базальными частями жвал; пара прямостоячих лопатообразных волосков есть на голове, мезосоме, петиоле, постпетиоле и брюшке; жвалы узкие, треугольные с несколькими зубчиками на жевательном крае. Тело узкое и относительно тонкое. Усики 6-члениковые.  Предположительно, как и другие виды рода, это хищный вид, охотящийся на мелкие виды почвенных членистоногих (специализированные охотники на коллембол). Стебелёк между грудкой и брюшком состоит из двух члеников: петиолюса и постпетиолюса (последний четко отделен от брюшка), жало развито, куколки голые (без кокона). Вид был впервые описан в 1949 году под названием Kyidris mutica по материалам из Японии. Вместе с Strumigenys media и Strumigenys yaleogyna  включён в состав видовой группы Strumigenys mutica (Dacetini).
Диплоидный набор хромосом 2n = 36.